# Dorstenia dorstenioides
Dorstenia dorstenioides là một loài thực vật có hoa trong họ Moraceae. Loài này được (Engl.) Hijman & C.C.Berg mô tả khoa học đầu tiên năm 1977.